# Thailand Open 2001
Die Thailand Open 2001 im Badminton fanden vom 5. bis zum 11. November 2001 in Bangkok statt.

## Sieger und Platzierte
| Disziplin    | Gold                           | Silber                                  | Bronze                                          |
| ------------ | ------------------------------ | --------------------------------------- | ----------------------------------------------- |
| Herreneinzel | Yong Hock Kin                  | Boonsak Ponsana                         | Ronald Susilo                                   |
| Herreneinzel | Yong Hock Kin                  | Boonsak Ponsana                         | Lee Chong Wei                                   |
| Dameneinzel  | Tracey Hallam                  | Marina Andrievskaia                     | Liu Fan Frances                                 |
| Dameneinzel  | Tracey Hallam                  | Marina Andrievskaia                     | Sujitra Ekmongkolpaisarn                        |
| Herrendoppel | Sigit Budiarto Luluk Hadiyanto | Tesana Panvisavas Pramote Teerawiwatana | Halim Haryanto Candra Wijaya                    |
| Herrendoppel | Sigit Budiarto Luluk Hadiyanto | Tesana Panvisavas Pramote Teerawiwatana | Patapol Ngernsrisuk Khunakorn Sudhisodhi        |
| Damendoppel  | Eny Erlangga Jo Novita         | Norhasikin Amin Wong Pei Tty            | Emma Ermawati Eny Widiowati                     |
| Damendoppel  | Eny Erlangga Jo Novita         | Norhasikin Amin Wong Pei Tty            | Sathinee Chankrachangwong Saralee Thungthongkam |
| Mixed        | Candra Wijaya Jo Novita        | Ronne Maykel Runtolalu Eny Widiowati    | Khunakorn Sudhisodhi Saralee Thungthongkam      |
| Mixed        | Candra Wijaya Jo Novita        | Ronne Maykel Runtolalu Eny Widiowati    | Fredrik Bergström Jenny Karlsson                |

## Finalergebnisse
| Disziplin    | Sieger                         | Finalist                                | Ergebnis                |
| ------------ | ------------------------------ | --------------------------------------- | ----------------------- |
| Herreneinzel | Yong Hock Kin                  | Boonsak Ponsana                         | 7-8, 5-7, 8-6, 7-1, 7-1 |
| Dameneinzel  | Tracey Hallam                  | Marina Andrievskaia                     | 0-7, 7-3, 7-4, 4-7, 7-1 |
| Herrendoppel | Sigit Budiarto Luluk Hadiyanto | Tesana Panvisavas Pramote Teerawiwatana | 5-7, 7-5, 8-6           |
| Damendoppel  | Eny Erlangga Jo Novita         | Norhasikin Amin Wong Pei Tty            | 7–4, 5–7, 7–0, 7–2      |
| Mixed        | Candra Wijaya Jo Novita        | Ronne Maykel Runtolalu Eny Widiowati    | 8-6, 7-1, 8-7           |